# Dolní Bousov
Dolní Bousov (en allemand : Nieder Bausow) est une ville du district de Mladá Boleslav, dans la région de Bohême-Centrale, en République tchèque. Sa population s'élevait à 2 973 habitants en 2024.

## Géographie
Dolní Bousov se trouve à 16 km à l'est-nord-est de Mladá Boleslav, à 17 km au sud de Turnov et à 64 km au nord-est de Prague.
La commune est composée de deux sections. La section principale est limitée par Dobšín au nord, par Libošovice, Osek, Sobotka et Markvartice à l'est, par Zelenecká Lhota et Veselice au sud, et par Domousnice, Řitonice, Rohatsko, Obruby et Přepeře à l'ouest. La seconde section de la commune est limitée par Obrubce et Obruby au nord, par Rohatsko à l'est, par Domousnice au sud-est, par Petkovy au sud-ouest et à l'ouest, par Dlouhá Lhota à l'ouest.

## Histoire
La première mention écrite de la localité date de 1318.

## Transports
Par la route, Dolní Bousov se trouve à 16 km de Mladá Boleslav, à 18,5 km de Jičín et à 74 km de Prague.

## Source
- (en) Cet article est partiellement ou en totalité issu de l’article de Wikipédia en anglais intitulé « Dolní Bousov » (voir la liste des auteurs).